# Liste der Biografien/Pok
Liste der Biografien |
Portal Biografien |
Personensuche
# |
A |
B |
C |
D |
E |
F |
G |
H |
I |
J |
K |
L |
M |
N |
O |
P |
Q |
R |
S |
T |
U |
V |
W |
X |
Y |
Z |
?
 
Pa |
Pc |
Pe |
Pf |
Ph |
Pi |
Pj |
Pk |
Pl |
Pm |
Pn |
Po |
Pr |
Ps |
Pt |
Pu |
Pv |
Pw |
Py
 
Poa |
Pob |
Poc |
Pod |
Poe |
Pof |
Pog |
Poh |
Poi |
Poj |
Pok |
Pol |
Pom |
Pon |
Poo |
Pop |
Por |
Pos |
Pot |
Pou |
Pov |
Pow |
Pox |
Poy |
Poz
Die Liste der Biografien führt alle Personen auf, die in der deutschsprachigen Wikipedia einen Artikel haben. Dieses ist eine Teilliste mit 103 Einträgen von Personen, deren Namen mit den Buchstaben „Pok“ beginnt.

## Pok
- Pók, Attila (* 1950), ungarischer Historiker

### Poka
- Pökälä, Samuel (* 1990), finnischer Radrennfahrer
- Pokar, Mario (* 1990), deutscher Fußballspieler
- Pokatilow, Stas (* 1992), kasachischer Fußballtorwart

### Poke
- Pokel, Tom (* 1967), US-amerikanischer Eishockeytrainer
- Pökel, Wilhelm (1819–1897), deutscher Gymnasiallehrer und Klassischer Philologe
- Pöker, Arno (* 1959), deutscher Ingenieur und Politiker (SPD), Oberbürgermeister von Rostock
- Pokern, Karl (1895–1933), deutscher Fleischer, Arbeitersportler und Opfer der Köpenicker Blutwoche
- Pokern, Siegfried (1976–2008), deutscher Operetten- und Opernsänger
- Pokerschnig, Jasmin (* 1962), Schweizer Politikerin (Grüne)
- Pokeršnik, Jan (* 1989), slowenischer Volleyball- und Beachvolleyballspieler

### Poki
- Pokidow, Maxim Petrowitsch (* 1989), russischer Radrennfahrer
- Pokimane (* 1996), marokkanisch-kanadische WebvideoproduzentinPokimane (* 1996)

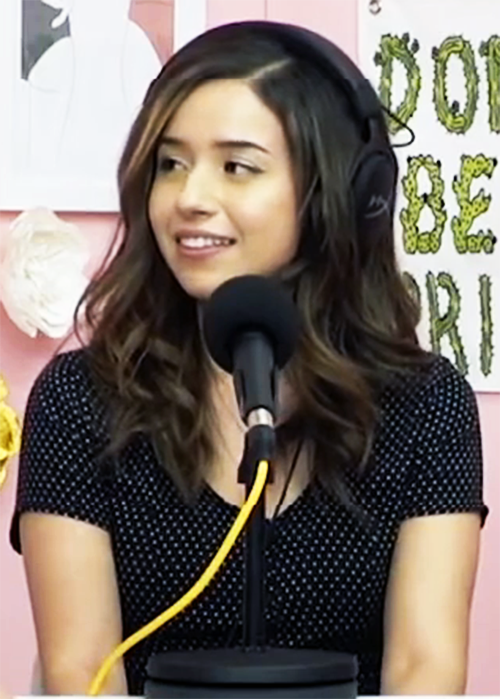
Pokimane (* 1996)

### Pokk
- Pokka, Hannele (* 1952), finnische Politikerin und Autorin
- Pokka, Ville (* 1994), finnischer Eishockeyspieler
- Pokklaw Anan (* 1991), thailändischer Fußballspieler

### Pokl
- Poklar, Tine (* 1990), slowenischer Handballspieler
- Poklepović, Stanko (1938–2018), jugoslawischer bzw. kroatischer Fußballspieler und -trainer
- Poklitar, Emil (* 1939), deutscher Fußballspieler
- Poklonskaja, Natalja Wladimirowna (* 1980), russische StaatsanwältinNatalja Wladimirowna Poklonskaja (* 1980)

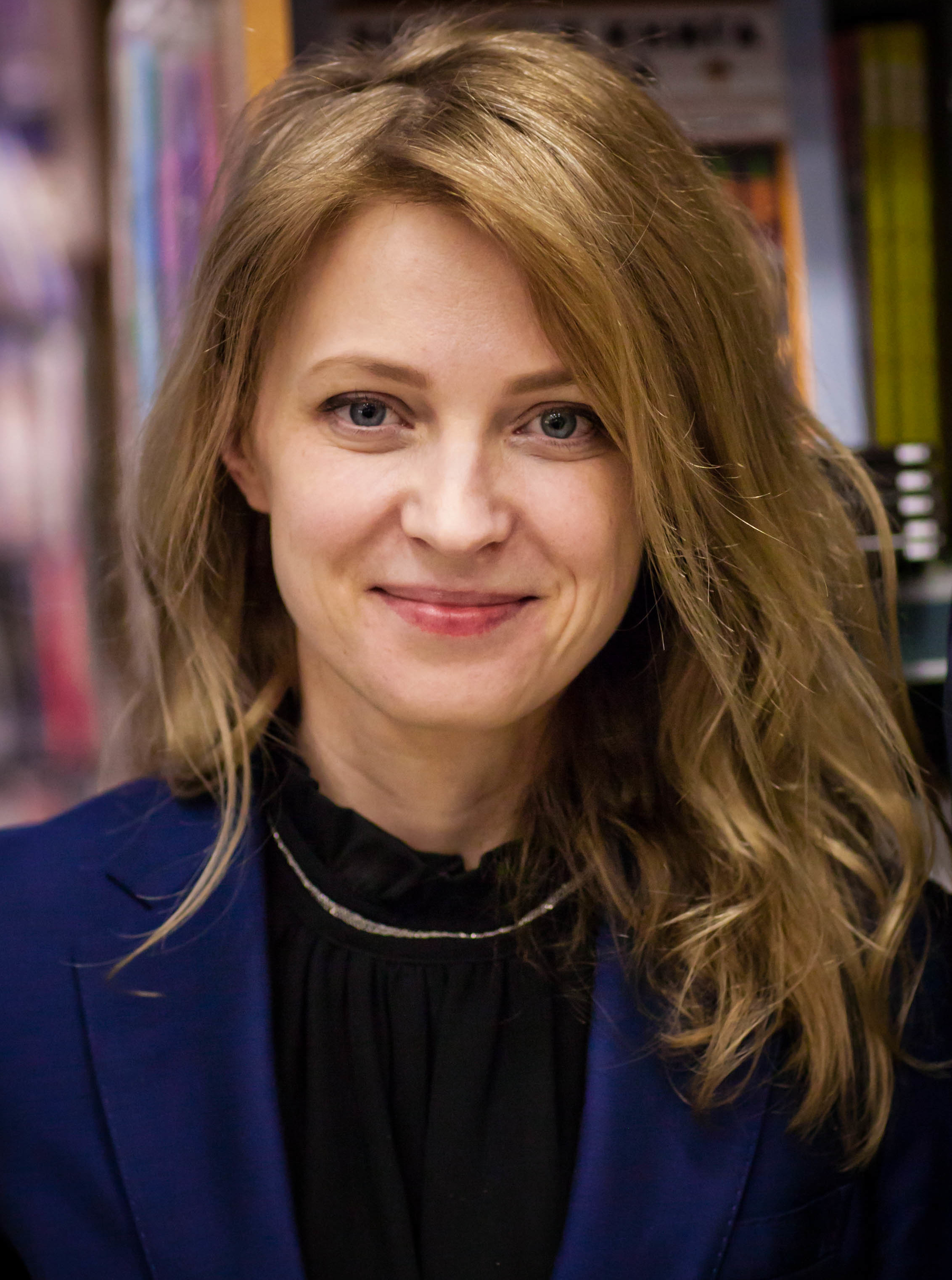
Natalja Wladimirowna Poklonskaja (* 1980)

- Pokluda, Lubomír (* 1958), tschechischer Fußballspieler
- Poklukar, Josip (1837–1891), slowenischer Jurist und Politiker
- Poklukar, Jože (* 1973), slowenischer Biathlet
- Poklukar, Matjaž (* 1973), slowenischer Biathlet

### Poko
- Pokora, Timoteus (1928–1985), tschechischer Sinologe
- Pokorn, Jalen (* 1979), slowenischer Fußballspieler
- Pokorn, Matthias (* 1992), österreichischer Politiker (ÖVP), Landtagsabgeordneter in der Steiermark
- Pokorná, Jaroslava (* 1946), tschechische Schauspielerin
- Pokorná, Lilly (1894–1974), tschechisch-brasilianische Radiologin
- Pokorni, Zoltán (* 1962), ungarischer Politiker
- Pokornig, Helmut (* 1965), österreichischer Illustrator und Grafiker
- Pokornik, Brigitte (* 1950), österreichische Kinderbuchautorin und Spieleautorin
- Pokorny, Adolf (* 1895), deutscher Dermatologe
- Pokorny, Andreas (* 1968), deutscher Eishockeyspieler
- Pokorný, Bedřich (1904–1968), tschechoslowakischer Geheimdienstoffizier
- Pokorny, Bruno (1901–1978), Publizist und Pionier der Erwachsenenbildung in Südtirol
- Pokorny, Erwin (1920–1973), österreichischer Politiker (ÖVP), Landtagsabgeordneter
- Pokorny, Eugeniusz (1935–2022), polnischer Radrennfahrer
- Pokorny, Eyk (* 1969), deutscher Radrennfahrer und Trainer
- Pokorny, Franciszek (1891–1966), polnischer Kryptoanalytiker
- Pokorný, František Xaver (1729–1794), böhmischer Komponist
- Pokorny, Franz (1797–1850), deutscher Theaterdirektor
- Pokorny, Franz (1874–1923), deutscher Politiker (SPD)
- Pokorny, Hermann (1882–1960), österreichisch-ungarischer Kryptoanalytiker
- Pokorný, Ivan (* 1952), tschechischer Regisseur, Schauspieler und Drehbuchautor
- Pokorny, Jakob (* 2008), österreichischer Fußballspieler
- Pokorny, Jan-Hans (* 1966), deutscher Eishockeyspieler
- Pokorný, Jiří (* 1956), tschechoslowakischer Radrennfahrer
- Pokorny, Joachim (1921–2003), deutscher Maschinenbauingenieur und Hochschullehrer
- Pokorny, Josef (1829–1905), österreichischer Bildhauer
- Pokorny, Julius (1887–1970), österreichisch-deutscher Linguist
- Pokorný, Lukáš (* 1993), tschechischer Fußballspieler
- Pokorny, Lukas K. (* 1980), österreichischer Religionswissenschaftler
- Pokorny, Maria (1888–1966), österreichische Politikerin (SPÖ), Abgeordnete zum Nationalrat
- Pokorný, Miloš (* 1974), tschechischer Squashspieler
- Pokorny, Otto (1840–1893), deutscher Politiker Bürgermeister in Wattenscheid
- Pokorny, Peter (* 1940), österreichischer Tennisspieler
- Pokorný, Peter (* 2001), slowakischer Fußballspieler
- Pokorný, Petr (1933–2020), tschechischer evangelischer Theologe
- Pokorny, Richard Raphael (1894–1978), österreichisch-israelischer Graphologe
- Pokorny, Rudolf (1950–2024), deutscher Historiker und langjähriger Mitarbeiter der Monumenta Germaniae Historica
- Pokorny, Stefan, österreichischer American-Football-Trainer und -Spieler
- Pokorny, Tatjana (* 1976), deutsche Schauspielerin, Synchronsprecherin und Theaterregisseurin
- Pokorný, Thomas (* 1965), deutsch-tschechischer Eishockeyspieler
- Pokorný, Vladimír (1922–1989), tschechischer Paläontologe
- Pokorny, Vojtech (* 1979), tschechischer Kameramann in Deutschland
- Pokorny, Werner (1949–2022), deutscher Bildhauer
- Pokos, Ivan (* 1975), kroatischer Skeletonpilot und Motorsportler
- Pokou, Laurent (1947–2016), ivorischer Fußballspieler
- Pokovič, Ľubomír (* 1960), tschechoslowakischer Eishockeyspieler und -trainer

### Pokp
- Pokpong Pombubpha (* 2007), thailändischer Fußballspieler

### Pokr
- Pokrajac, Branislav (1947–2018), jugoslawischer bzw. serbischer Handballspieler und -trainer
- Pokrant, Günther (* 1950), deutscher Jurist, Richter am Bundesgerichtshof
- Pokrass, Dmitri Jakowlewitsch (1899–1978), sowjetischer Musiker und Komponist
- Pokrivač, Nikola (1985–2025), kroatischer FußballspielerNikola Pokrivač (1985–2025)

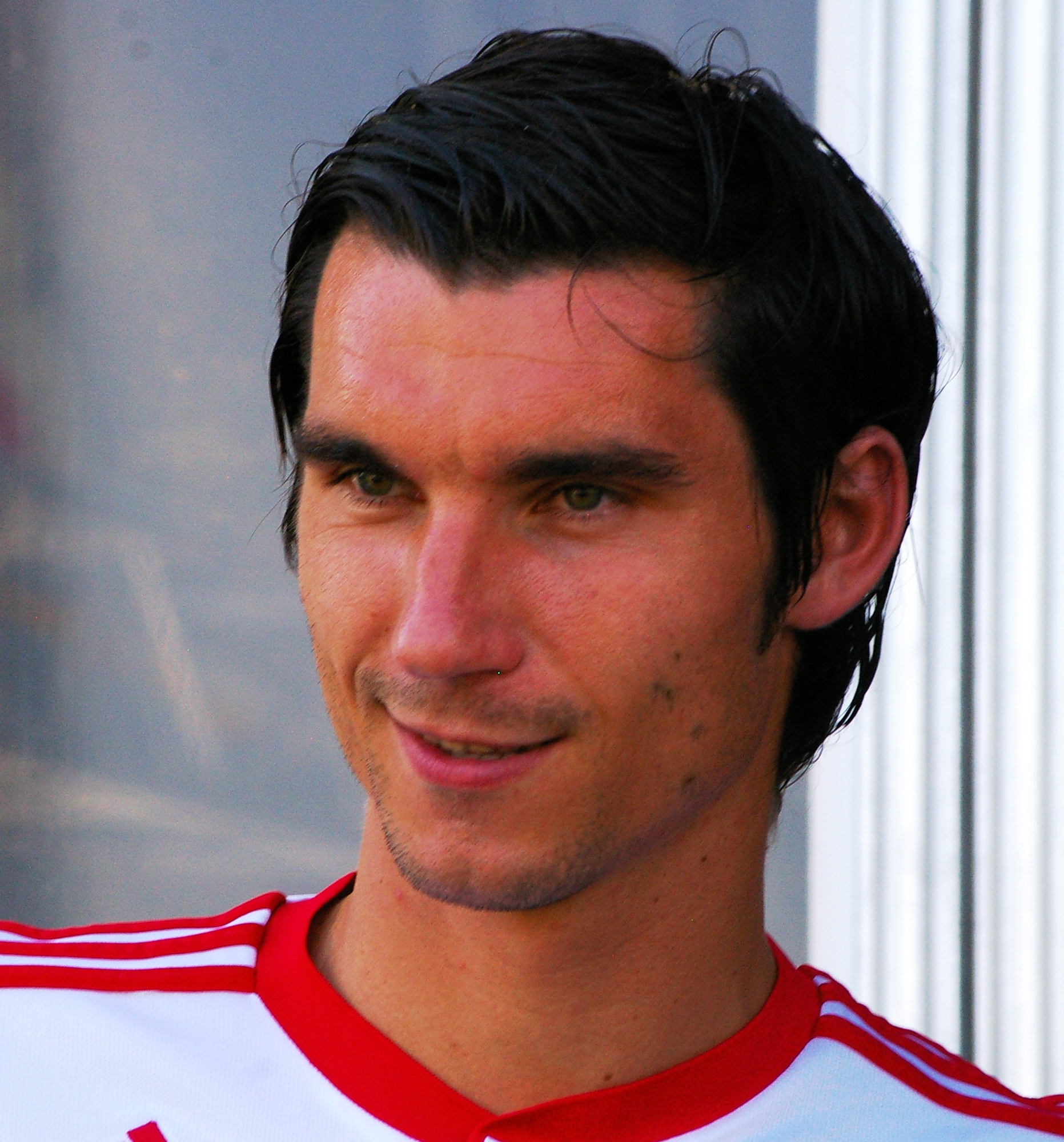
Nikola Pokrivač (1985–2025)

- Pokropek, Ingrid (* 1994), argentinische Regisseurin, Drehbuchautorin, Produzentin und Dozentin
- Pokropp, Fritz (* 1939), deutscher Mathematiker
- Pokropp, Werner (1941–2007), deutscher Fußballspieler
- Pokrowskaja, Alla Borissowna (1937–2019), sowjetische bzw. russische Theater- und Filmschauspielerin, Bühnenregisseurin und Theaterpädagogin
- Pokrowski, Alexander Petrowitsch (1898–1979), sowjetischer Generaloberst
- Pokrowski, Anatoli Wladimirowitsch (1930–2022), russisch-sowjetischer Chirurg
- Pokrowski, Boris Alexandrowitsch (1912–2009), sowjetisch-russischer Opernregisseur und Pädagoge
- Pokrowski, Iossif Alexejewitsch (1868–1920), russischer Rechtswissenschaftler
- Pokrowski, Konstantin Dorimedontowitsch (1868–1944), russischer Astronom, Astrophysiker und Hochschullehrer
- Pokrowski, Michail Michailowitsch (1869–1942), sowjetischer Philologe
- Pokrowski, Michail Nikolajewitsch (1868–1932), russischer Marxist und Historiker
- Pokrowski, Nikolai Nikolajewitsch (1865–1930), russischer Politiker, Außenminister
- Pokrowski, Walentin Iwanowitsch (1929–2020), russisch-sowjetischer Epidemiologe
- Pokrowski, Waleri Alexandrowitsch (* 1978), russischer Eishockeyspieler
- Pokrowski, Waleri Leonidowitsch (* 1931), russischer Physiker
- Pokrowski, Wladimir Alexandrowitsch (1871–1931), russisch-sowjetischer Architekt, Restaurator und Hochschullehrer
- Pokryschkin, Alexander Iwanowitsch (1913–1985), sowjetischer PilotAlexander Iwanowitsch Pokryschkin (1913–1985)

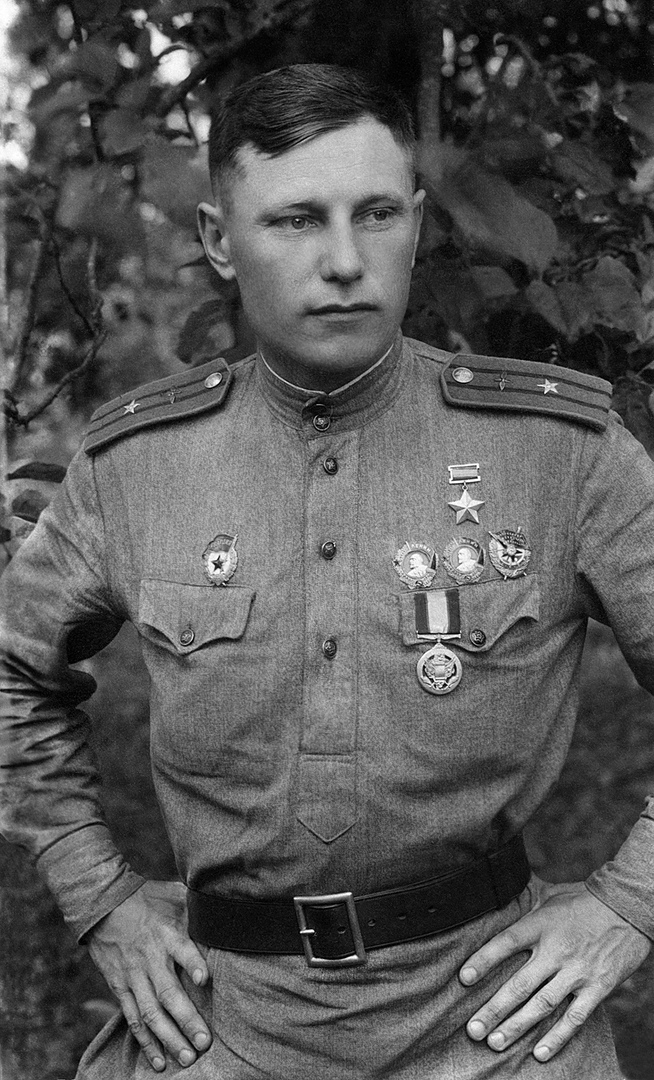
Alexander Iwanowitsch Pokryschkin (1913–1985)

- Pokrzywinski, Arthur (1906–1951), deutscher Mann, Todesopfer an der Sektorengrenze in Berlin vor dem Bau der Berliner Mauer
- Pokrzywniak, Frank Johannes (* 1964), deutscher Gitarrist
- Pokrzywnicki, Johann von (1851–1930), bayerischer Verwaltungsjurist

### Poks
- Pokštefl, Josef (1927–2013), tschechischer Jurist, Historiker, Publizist und ehemaliger Oppositioneller

### Poku
- Poku, Ernest (* 2004), niederländischer Fußballspieler
- Poku, Francis (* 1941), ghanaischer Politiker, Minister für nationale Sicherheit in Ghana
- Poku, Fritz Kwabena (* 1945), ghanaischer Diplomat
- Pokulok, Sasha (* 1986), kanadischer Eishockeyspieler
- Pokupec, Josip (1913–1999), jugoslawischer Radrennfahrer
- Pokupec, Zvonimir (* 1982), kroatischer Straßenradrennfahrer
- Pokuševski, Aleksej (* 2001), serbischer Basketballspieler